# Puchar Australii i Oceanii w narciarstwie dowolnym 2019
Puchar Australii i Oceanii w narciarstwie dowolnym 2019 rozpoczął się 7 sierpnia 2019 roku w australijskim ośrodku narciarskim Perisher zawodami w big air. Zmagania zakończyły się 2 października tego samego roku w nowozelandzkiej Cardronie zawodami w halfpipe'ie.

## Konkurencje
- MO = jazda po muldach
- DM = jazda po muldach podwójnych
- SX = skicross
- HP = half-pipe
- SS = slopestyle
- BA = Big Air

## Kalendarz i wyniki

### Mężczyźni
| Lp  | Data                | Miejscowość  | Konkurencja | 1. miejsce       | 2. miejsce       | 3. miejsce       |
| --- | ------------------- | ------------ | ----------- | ---------------- | ---------------- | ---------------- |
| 1.  | 7 sierpnia 2019     | Perisher     | BA          | Jackson Wells    | Ben Barclay      | Troy Podmilsak   |
| 2.  | 8 sierpnia 2019     | Perisher     | BA          | Ben Barclay      | Jackson Wells    | Taiyo Kawai      |
| 3.  | 9 sierpnia 2019     | Perisher     | SS          | Odwołano         | Odwołano         | Odwołano         |
| 4.  | 15 sierpnia 2019    | Cardrona     | SS          | Taisei Yamamoto  | Gen Fujii        | Cameron Waddell  |
| 5.  | 28 sierpnia 2019    | Cardrona     | HP          | Mao Bingqiang    | Cassidy Jarrell  | Jaxin Hoerter    |
| 6.  | 1 września 2019     | Cardrona     | SS          | Ben Barclay      | Taisei Yamamoto  | Luca Harrington  |
| 7.  | 27 sierpnia 2019    | Perisher     | MO          | Ikuma Horishima  | Mikaël Kingsbury | Goshin Fujiki    |
| 8.  | 28 sierpnia 2019    | Perisher     | MO          | Mikaël Kingsbury | Matt Graham      | Takashi Koyama   |
| 9.  | 31 sierpnia 2019    | Mount Buller | DM          | Brodie Summers   | James Matheson   | Matt Graham      |
| 10. | 3 września 2019     | Mount Hotham | SX          | Zach Belczyk     | Tyler Wallasch   | Anton Grimus     |
| 11. | 4 września 2019     | Mount Hotham | SX          | Zach Belczyk     | Tyler Wallasch   | Robbie Morrison  |
| 12. | 7 września 2019     | Mount Hotham | SX          | Tyler Wallasch   | Brady Leman      | Carson Cook      |
| 13. | 8 września 2019     | Mount Hotham | SX          | Brady Leman      | Robbie Morrison  | Tyler Wallasch   |
| 14. | 2 października 2019 | Cardrona     | HP          | Toma Matsuura    | Peter Verheyde   | Gustav Legnavsky |

### Kobiety
| Lp  | Data                | Miejscowość  | Konkurencja | 1. miejsce        | 2. miejsce         | 3. miejsce      |
| --- | ------------------- | ------------ | ----------- | ----------------- | ------------------ | --------------- |
| 1.  | 7 sierpnia 2019     | Perisher     | BA          | Cheng Jiahui      | Mia Rennie         | Yang Shuorui    |
| 2.  | 8 sierpnia 2019     | Perisher     | BA          | Yang Shuorui      | Mia Rennie         | Yang Ruyi       |
| 3.  | 9 sierpnia 2019     | Perisher     | SS          | Odwołano          | Odwołano           | Odwołano        |
| 4.  | 15 sierpnia 2019    | Cardrona     | SS          | Eileen Gu         | Ruby Andrews       | Yang Shuorui    |
| 5.  | 28 sierpnia 2019    | Cardrona     | HP          | Eileen Gu         | Walerija Diemidowa | Zoe Atkin       |
| 6.  | 1 września 2019     | Cardrona     | SS          | Eileen Gu         | Ruby Andrews       | Abi Harrigan    |
| 7.  | 27 sierpnia 2019    | Perisher     | MO          | Jakara Anthony    | Anri Kawamura      | Rino Yanagimoto |
| 8.  | 28 sierpnia 2019    | Perisher     | MO          | Jakara Anthony    | Perrine Laffont    | Junko Hoshino   |
| 9.  | 31 sierpnia 2019    | Mount Buller | DM          | Rino Yanagimoto   | Britteny Cox       | Haruka Nakao    |
| 10. | 3 września 2019     | Mount Hotham | SX          | Marielle Thompson | Zoe Chore          | Brittany Phelan |
| 11. | 4 września 2019     | Mount Hotham | SX          | Marielle Thompson | Sami Kennedy-Sim   | Brittany Phelan |
| 12. | 7 września 2019     | Mount Hotham | SX          | Marielle Thompson | Sami Kennedy-Sim   | Mikayla Martin  |
| 13. | 8 września 2019     | Mount Hotham | SX          | Sami Kennedy-Sim  | Zoe Chore          | Mikayla Martin  |
| 14. | 2 października 2019 | Cardrona     | HP          | Dillan Glennie    | Ruby Andrews       | Emma Morozumi   |

## Klasyfikacje

### Mężczyźni
| Lp. | Zawodnik         | Punkty |
| --- | ---------------- | ------ |
| 1.  | Tyler Wallasch   | 64     |
| 2.  | Zach Belczyk     | 58     |
| 3.  | Brady Leman      | 53     |
| 4.  | Robbie Morrison  | 47     |
| 5.  | Carson Cook      | 37,20  |
| 5.  | Anton Grimus     | 37,20  |
| 7.  | Ben Barclay      | 36     |
| 8.  | Jackson Wells    | 36     |
| 9.  | Taisei Yamamoto  | 36     |
| 10. | Mikaël Kingsbury | 36     |

| Lp. | Zawodnik               | Punkty |
| --- | ---------------------- | ------ |
| 1.  | Mikaël Kingsbury       | 180    |
| 2.  | Matt Graham            | 180    |
| 3.  | Brodie Summers         | 171    |
| 4.  | Cooper Woods-Topalovic | 126    |
| 5.  | Ikuma Horishima        | 120    |
| 6.  | Benjamin Cavet         | 110    |
| 7.  | James Matheson         | 104    |
| 8.  | Goshin Fujiki          | 89     |
| 9.  | Jules Escobar          | 64     |
| 10. | Motoki Shikata         | 62     |

| Lp. | Zawodnik         | Punkty |
| --- | ---------------- | ------ |
| 1.  | Tyler Wallasch   | 320    |
| 2.  | Zach Belczyk     | 290    |
| 3.  | Brady Leman      | 265    |
| 4.  | Robbie Morrison  | 235    |
| 5.  | Carson Cook      | 186    |
| 5.  | Anton Grimus     | 186    |
| 7.  | Douglas Crawford | 162    |
| 8.  | Ryuto Kobayashi  | 122    |
| 9.  | Lee Rolls        | 119    |
| 10. | Alfred Wenk      | 113    |

| Lp. | Zawodnik             | Punkty |
| --- | -------------------- | ------ |
| 1.  | Toma Matsuura        | 112    |
| 2.  | Mao Bingqiang        | 100    |
| 3.  | Cassidy Jarrell      | 80     |
| 3.  | Peter Verheyde       | 80     |
| 5.  | Gustav Legnavsky     | 78     |
| 6.  | Finley Melville Ives | 65     |
| 7.  | Max McDonald         | 61     |
| 8.  | Jaxin Hoerter        | 60     |
| 9.  | Robin Briguet        | 50     |
| 10. | Seung Hun Lee        | 50     |

| Lp. | Zawodnik        | Punkty |
| --- | --------------- | ------ |
| 1.  | Taisei Yamamoto | 180    |
| 2.  | Gen Fujii       | 125    |
| 3.  | Ben Barclay     | 107    |
| 4.  | Luca Harrington | 96     |
| 5.  | Cameron Waddell | 86     |
| 6.  | Bailey Johnson  | 74     |
| 7.  | Troy Podmilsak  | 72     |
| 8.  | Jack Lam        | 67     |
| 9.  | Toma Matsuura   | 61     |
| 10. | Jackson Wells   | 58     |

| Lp. | Zawodnik        | Punkty |
| --- | --------------- | ------ |
| 1.  | Jackson Wells   | 180    |
| 1.  | Ben Barclay     | 180    |
| 3.  | Taiyo Kawai     | 110    |
| 4.  | Troy Podmilsak  | 105    |
| 5.  | Bailey Johnson  | 80     |
| 6.  | Luca Harrington | 79     |
| 7.  | Nicholas Payne  | 64     |
| 8.  | Cameron Waddell | 51     |
| 8.  | Tom Heffernan   | 51     |
| 10. | Chris McCormick | 45     |

### Kobiety
| Lp. | Zawodnik          | Punkty |
| --- | ----------------- | ------ |
| 1.  | Marielle Thompson | 70     |
| 2.  | Sami Kennedy-Sim  | 62     |
| 3.  | Zoe Chore         | 51     |
| 4.  | Mikayla Martin    | 42     |
| 5.  | Rino Yanagimoto   | 41     |
| 6.  | Eileen Gu         | 40     |
| 7.  | Jakara Anthony    | 40     |
| 8.  | Courtney Hoffos   | 34,20  |
| 9.  | Britteny Cox      | 34     |
| 10. | Yang Shuorui      | 32     |

| Lp. | Zawodnik        | Punkty |
| --- | --------------- | ------ |
| 1.  | Rino Yanagimoto | 205    |
| 2.  | Jakara Anthony  | 200    |
| 3.  | Britteny Cox    | 170    |
| 4.  | Anri Kawamura   | 116    |
| 5.  | Perrine Laffont | 98     |
| 6.  | Hinako Tomitaka | 95     |
| 7.  | Haruka Nakao    | 91     |
| 8.  | Ning Qin        | 90     |
| 9.  | Claudia Gueli   | 87     |
| 10. | Junko Hoshino   | 76     |

| Lp. | Zawodnik          | Punkty |
| --- | ----------------- | ------ |
| 1.  | Marielle Thompson | 350    |
| 2.  | Sami Kennedy-Sim  | 310    |
| 3.  | Zoe Chore         | 255    |
| 4.  | Mikayla Martin    | 210    |
| 5.  | Courtney Hoffos   | 171    |
| 6.  | Emma Peters       | 135    |
| 7.  | Brittany Phelan   | 120    |
| 8.  | Yuka Nagoshi      | 116    |
| 9.  | Sakura Kamimura   | 92     |
| 10. | Alexa Velcic      | 90     |

| Lp. | Zawodnik           | Punkty |
| --- | ------------------ | ------ |
| 1.  | Eileen Gu          | 100    |
| 1.  | Dillan Glennie     | 100    |
| 3.  | Ruby Andrews       | 95     |
| 4.  | Walerija Diemidowa | 80     |
| 5.  | Daeun Kim          | 66     |
| 6.  | Zoe Atkin          | 60     |
| 6.  | Emma Morozumi      | 60     |
| 8.  | Li Fanghui         | 50     |
| 9.  | Chloe McMillan     | 48     |
| 10. | Sabrina Cakmakli   | 45     |

| Lp. | Zawodnik        | Punkty |
| --- | --------------- | ------ |
| 1.  | Eileen Gu       | 200    |
| 2.  | Ruby Andrews    | 160    |
| 3.  | Abi Harrigan    | 100    |
| 4.  | Mayu Himoto     | 95     |
| 5.  | Yang Ruyi       | 74     |
| 6.  | Yang Shuorui    | 60     |
| 7.  | Jenna Riccomini | 50     |
| 8.  | Laura Wotton    | 40     |
| 9.  | Zhang Yiran     | 36     |
| 9.  | Xiong Wenhui    | 36     |

| Lp. | Zawodnik     | Punkty |
| --- | ------------ | ------ |
| 1.  | Yang Shuorui | 160    |
| 2.  | Mia Rennie   | 160    |
| 3.  | Cheng Jiahui | 100    |
| 4.  | Yang Ruyi    | 92     |
| 5.  | Wang Wenzhuo | 90     |
| 6.  | Abi Harrigan | 86     |
| 6.  | Huang Bitao  | 86     |
| 8.  | Zhang Yiran  | 72     |
| 9.  | Hao Wenjing  | 66     |
| 10. | Mai Jingyun  | 55     |